# Miguel Fleta
Miguel Burró Fleta (Albalat de Cinca, Osca, 1 de desembre de 1897 - La Corunya, 28 de maig de 1938) va ser un tenor líric de la Franja. Fill de Vicente Burró Gayán i de María Fleta Esparraguerri, va ser el petit d'una família de catorze fills dels quals, quan ell va néixer, vivien només set. És el pare de les germanes Fleta (Elia i Paloma), cantants a duo de música lleugera i jazz en els anys 50-70.

## Joventut
Rep la seva primera formació musical en el seu entorn familiar i, posteriorment, al Conservatori Superior del Liceu, amb la professora Luisa Pierrick, qui en realitat es deia Marie-Louise Pierre-Clerc (Chevregny, França, 1887-?), qui després seria la seva companya, a més de la seva mentora i guia. En els anys següents continua la seva formació a Milà. Debuta en el Teatre Comunale Giuseppe Verdi de Trieste interpretant a "Paolo el Bell" en l'òpera Francesca da Rimini de Riccardo Zandonai sota la batuta del mateix compositor, el 14 de desembre de 1919. El 1923 fa el mateix en el Metropolitan Opera House de Nova York.
Durant la dècada dels anys 20 realitza gires per tot el món, recorrent tot Europa i gran part d'Amèrica. El 1926 participa en l'estrena, en la Scala de Milà, de l'òpera Turandot, de Giacomo Puccini, la qual no havia estat finalitzada perquè l'autor havia mort poc abans. En aquesta ocasió, va estar dirigida pel mestre Arturo Toscanini.

## La seva vida
La relació amb Luisa Pierrick, amb qui va arribar a tenir dos fills, va anar apagant-se, fins a la seva separació definitiva el 1926. La seva estada a Amèrica i la influència de persones, van fer de Fleta una persona dispendiosa en despeses. El seu fill Miguel Fleta Pierre (1920-2005) va ser també cantant d'òpera, a més de professor de cant.
El seu declivi s'inicia el 1927. Una faringitis aguda li fa rescindir els seus contractes amb l'Òpera del Metropolitan. De retorn a Espanya, es casa a Salamanca amb Carmen Mirat Rúa, amb qui va tenir altres dos fills. Quan va recuperar la seva veu, mai més va ser la mateixa. Va recomençar les gires, les quals li van dur al Japó, a la Xina i a Amèrica del Sud.
En el moment de la proclamació de la Segona República a Espanya, Fleta va donar suport a la causa republicana i va arribar a fer un enregistrament de l'Himne de Riego. Després, i pel que sembla, per influència del mateix José Antonio Primo de Rivera, es va afiliar a la Falange Española. En esclatar la Guerra Civil Espanyola, es va traslladar a La Corunya i va col·laborar breument en campanyes de propaganda, enregistrant una versió del Cara al sol, com a exemple. Va morir el 28 de maig de 1938 a conseqüència d'una urèmia.

## La seva carrera
Fleta es va fer amb un important repertori operístic. En el mateix destaquen les seves interpretacions del paper de Radamés en Aida de Verdi, i el de Don José, a Carmen de George Bizet. Amb aquesta última òpera va debutar en el Liceu de Barcelona. L'àmplia discografia de Fleta va ser recollida en discos de 78 rpm.
La major part de la seva producció es va centrar en el món de l'òpera (Tosca de Giacomo Puccini, I Puritani de Vincenzo Bellini, La Bohème de Giacomo Puccini, Lohengrin de Richard Wagner, Carmen de George Bizet, Aida de Giuseppe Verdi, entre d'altres. També, en el gènere de la sarsuela, va deixar registres, entre d'altres, de La Marina de Emilio Arrieta i Doña Francisquita d'Amadeo Vives.
A més, va gravar cançons de Brahms i populars, com jotes, nanes, himnes, etc. També va entrar en el món del cinema a través de tres pel·lícules, dues d'elles de caràcter documental: "Miguel Fleta en els jardins del Xalet dels senyors Pie-Sopena", feta en ocasió de la inauguració del Teatre Olimpia i rodada expressament per a aquest esdeveniment; i "Les Noces de Miguel Fleta", realitzada el 1927 per Hernández Girban i García Conde per a la Films Espanya Artística i Monumental. La tercera pel·lícula va ser "Miguelón", realitzada pels aragonesos Miguel Aznar i amb banda sonora de Pablo Luna.
Es troba registrada en els annals de la història de la música operística en Espanya i Amèrica Llatina de les primeres dècades del segle xx, la rivalitat dels grups de seguidors de Miguel Fleta i d'altre tenor català molt famós per a l'època, Hipòlit Lázaro.